# Вилановафору
Вилановафору (итал. Villanovaforru) је насеље у Италији у округу Медио Кампидано, региону Сардинија.
Према процени из 2011. у насељу је живело 674 становника. Насеље се налази на надморској висини од 306 м.

## Становништво
| 1931. | 1936. | 1951. | 1961. | 1971. | 1981. | 1991. | 2001. | 2011. |
| ----- | ----- | ----- | ----- | ----- | ----- | ----- | ----- | ----- |
| 741   | 770   | 905   | 931   | 846   | 789   | 739   | 700   | 681   |